# Fianga
Fianga – miasto w Czadzie, w regionie Mayo-Kebbi Est, departament Mont d'Illi; położone przy granicy z Kamerunem. W 2009 roku liczyło 22 162 mieszkańców.